# Unión de Izquierda Socialista Democrática
La Unión de Izquierda Socialista Democrática (en portugués União de Esquerda Socialista Democrática) (UEDS) fue un partido político portugués de izquierda fundado en enero de 1978 en la Convenção da Esquerda Socialista e Democrática. El partido tiene sus orígenes en la Associação de Cultura Socialista - Fraternidade Operária, una organización socialista, por el MSU y  grupos de personas independentes ligadas al Partido Socialista.
El partido participó en las Elecciones legislativas de 1980 en coalición con el Partido Socialista (PS) y Acción Social Demócrata Independiente (ASDI), con la denominación de Frente Republicano y Socialista (FRS). En las siguientes elecciones, los miembros del partido se integraron en las listas del Partido Socialista. En las elecciones presidenciales de 1986 una parte del partido apoya a Mário Soares y otra a Maria de Lurdes Pintasilgo.
El partido dejó de tener actividad en 1986, pero su disolución legal sólo se produjo en 1997. Algunos de sus miembros más prominentes pasaron a formar parte del Partido Socialista.